# Margit Conrad

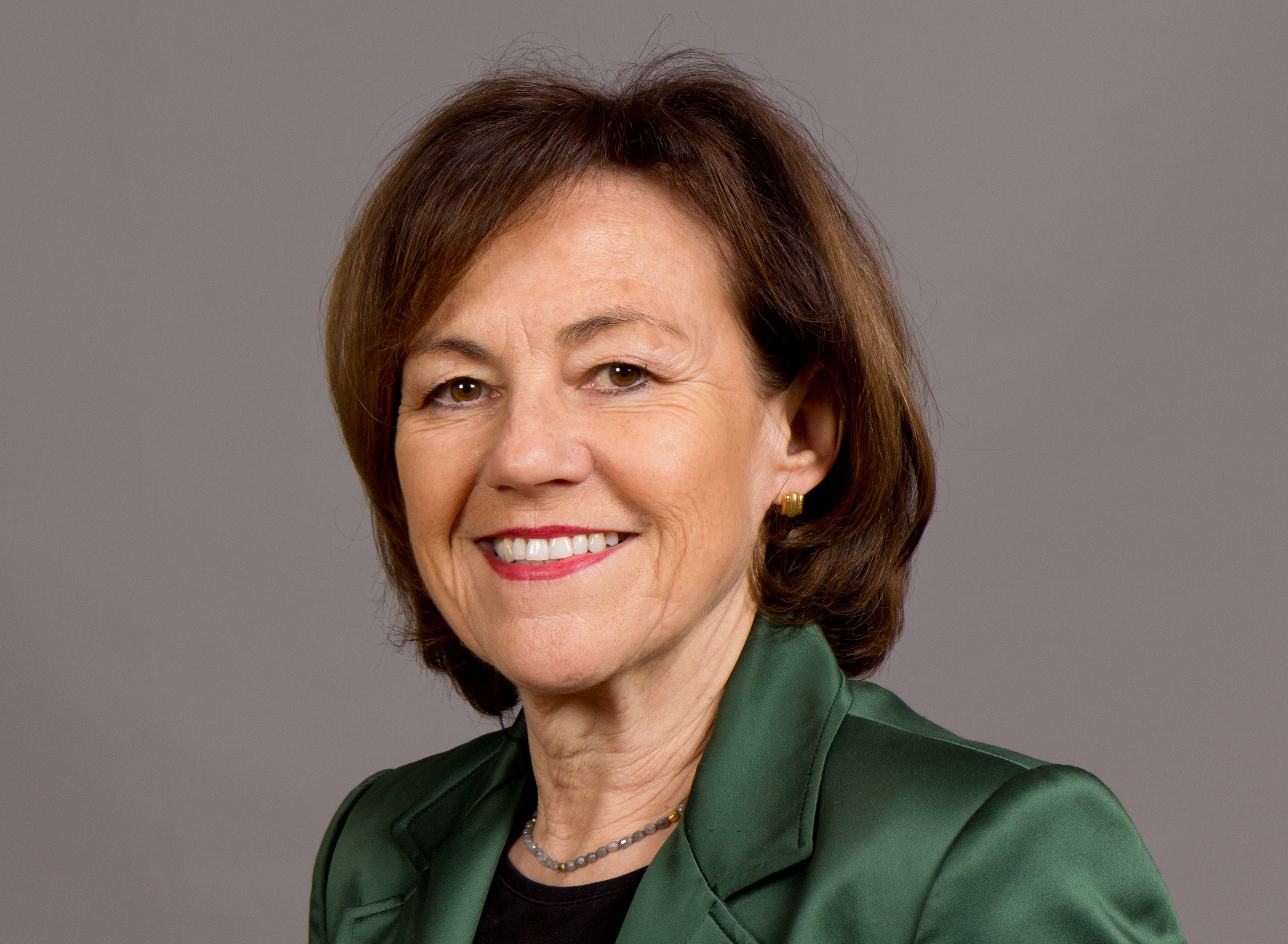
Margit Conrad (2014)

Margit Conrad (* 30. September 1952 in Kusel) ist eine deutsche Ärztin und Politikerin (SPD). Von Mai 2001 bis November 2014 war sie zunächst als Umweltministerin und dann als Staatsministerin Teil der rheinland-pfälzischen Landesregierung.

## Biographie
Margit Conrad wohnte als Kind in Etschberg. Sie machte in Kusel im Jahr 1972 Abitur. Sie ist verheiratet und hat ein Kind. Ihr momentaner Wohnort ist Bolanden.

### Ausbildung und Beruf
Nach dem Abitur im Jahr 1972 studierte sie bis 1981 Medizin und Soziologie an der Universität des Saarlandes und erhielt 1981 ihre Approbation als Ärztin. Bis 1986 folgte eine Facharztausbildung in Innerer Medizin.

## Politik

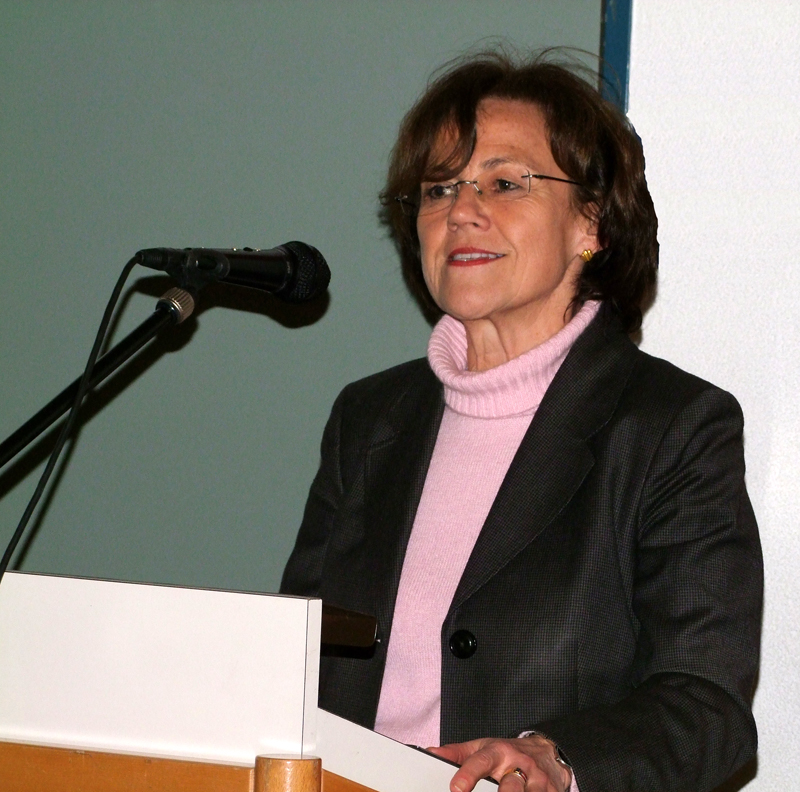
Margit Conrad (2011)

Conrad ist seit dem Jahr 1978 Mitglied der SPD. Von 1987 bis 1990 war sie Mitglied des Deutschen Bundestages, anschließend bis 1991 Mitglied des Saarländischen Landtags und schließlich bis 2001 Bürgermeisterin in Saarbrücken. Ab der Landtagswahl 2006 war sie, als direkt gewählte Abgeordnete des Wahlkreises Donnersberg, Mitglied des Landtages von Rheinland-Pfalz. Im Jahr 2014 legte sie dieses Mandat zugunsten von Jaqueline Rauschkolb nieder.

### Landesregierung
Am 20. September 2001 berief sie der rheinland-pfälzische Ministerpräsident Kurt Beck als Nachfolgerin von Klaudia Martini in sein Kabinett. Conrad war seitdem Ministerin für Umwelt und Forsten, seit 2006 Ministerin für Umwelt, Forsten und Verbraucherschutz. Am 18. Mai 2011 wurde Conrad zur Staatsministerin und Bevollmächtigten des Landes Rheinland-Pfalz beim Bund und für Europa vereidigt. Aus dieser Funktion schied sie am 12. November 2014 im Rahmen einer Kabinettsumbildung aus.